# Christiane Weber (Journalistin)
Christiane Weber (* 1957 in Hamburg) ist eine deutsche Redakteurin und Journalistin.
Zunächst absolvierte sie ein Ingenieurstudium, wechselte später zum Kulturjournalismus und ist seit 1991 Kulturredakteurin der Thüringischen Landeszeitung (TLZ) in Weimar, wo ihr Wirkungsort ist. Sie ist Autorin der TLZ-Serie „Villen in Weimar“.  Überhaupt haben ihre Werke starken Bezug zur Klassikerstadt.

## Werke (Auswahl)
- Lyonel Feininger, [Wiesbaden] : Weimarer Verl.-Ges., 2014, [2. Aufl.]
- Musiktheater in Weimar : von den Anfängen bis 1959 ; [eine Serie der TLZ, Thüringische Landeszeitung], Verlag Burkhardt, Erfurt 2008.
- Villen in Weimar, 5 Bde., RhinoVerlag, Arnstadt und Weimar 1996 bis 2005. (Fotos von Maik Schuck)
- Gärten in Weimar : das Buch zur grossen TLZ-Serie "Gärten in Weimar", RhinoVerlag, Weimar 2003. (Fotos von Maik Schuck)
- Hans-Christian Andersen in Weimar, RhinoVerlag, Weimar 2005.